# Eugène Sevaistre
Eugène Sevaistre (Normandia, 31 dicembre 1817 – 28 gennaio 1897) è stato un fotografo francese, specializzato in stereoscopia.

## Biografia
Fu attivo in Spagna ed in Italia. 
Realizzò una serie di circa 400 stereoscopie sulla Spagna nel 1857, quindi ando' in Italia senza lasciare alcuna traccia di paternità delle immagini, che furono pubblicate in forma anonima nei cataloghi dei Fratelli Gaudin. [fonte: Eugène Sevaistre, el fotógrafo de Gaudin en España. Teresa G. Ballesteros / Juan A. Fernández Rivero).
Si stabilì in Sicilia nella città di Palermo almeno dal 1858, dove si guadagnò da vivere creando e vendendo cartoline stereoscopiche della Sicilia.
Sevaistre fu l'autore delle riprese effettuate a Palermo fra fine maggio e i primi di giugno del 1860, allorché Palermo insorse contro i Borboni e accolse entusiasticamente Giuseppe Garibaldi che con i suoi Mille e i ‘picciotti’ della provincia di Trapani e di Palermo, aveva raggiunto la capitale dell'isola.
Giuseppe Incorpora e Eugène Sevaistre ebbero certamente un sodalizio nella produzione in serie delle vedute stereoscopiche scattate durante i moti di fine maggio, fotogrammi che rappresentano un documento straordinario sia degli avvenimenti che riproducono che della tecnica di ripresa fuori studio, poi classificata e definita reportage.
Le sue immagini più famose sono quelle che documentano le barricate a Palermo e i combattimenti fra Borbonici e Garibaldini nel 1860, con stampe stereoscopiche all'albumina.
Sono parte delle sue serie stereoscopiche risorgimentali: La Révolution de Palerme; Bombardamento; la Presa di Gaeta.
Sue fotografie sono conservate nel Civico Archivio Fotografico di Milano.
Ha inoltre lasciato un corpus fotografico di vedute stereoscopiche della Sicilia (Segesta, Calatafimi, Agrigento, Caltagirone, Siracusa, Catania, Taormina, Messina...) di assoluto rilievo.